# 健友館
健友館（けんゆうかん）とは、被施術者（客）に施術を行う整体院と、これから整体師を目指す人のための整体師養成所（健友館整体師養成所）を併設している施設および活動全般の事。昭和60年設立。本部は石川県金沢市。代表者（健友館では館長と呼ぶ）は越田昭。